# 田代安定
田代安定（日语：たしろ あんてい/ やすさだ，1857年9月21日—1928年3月15日），幼名直一郎，生於薩摩國鹿兒島城下加治屋町（今鹿兒島縣鹿兒島市加治屋町），日本植物學者，曾任職臺灣總督府技師。於台灣日治時期到臺灣從事植物調查，留下許多植物學研究之資料與調查報告，為臺灣植物研究先驅。

## 生平

### 早年
1857年9月21日，田代安定於生於薩摩國鹿兒島城加治屋町。
1869年，田代安定進入法語學者柴田圭三之門下學習法語、漢文、蘭學。三年後之1872年入薩摩藩的藩校造士館，之後成為造士館的助教。
1874年，田代前往東京，於田中芳男門下學習植物學，翌年就任於內務省博物局，著手日本最初動植物目錄的編輯工作。

### 遊歷俄國、歐洲
1884年，俄羅斯帝國在聖彼得堡舉辦園藝博覽會，田代被派遣參予博覽會的事務官，會後短暫停留於俄國，而與俄國植物學者 Carl Johann Maximowicz (1827-1891)成為好友。回國途中又在比利時、德國、法國等地學習熱帶植物栽培。從俄國返日之前，田代從報紙知悉法國對宮古島主張領有權，歸國之後立刻向日本政府提出建議書，而此建議暫時亦被日本政府所接受。

### 調查八重山諸島動植物、風土
田代安定在年輕時就對研究有用的熱帶植物很有興趣，有鑑於當時日本領土最南端的八重山諸島是栽種熱帶植物移植最適當的地點，1885年，田代因應開拓準備，辭去農商務省的職務，接受東京帝國大學的囑託，前往八重山諸島做植物及舊慣調查。他積極投入沖繩、八重山諸島的動植物基礎調查，並旁及當地的一些風土民情探索，不久，成為當代最精通琉球植物的學者，也是日本「近代南島研究」的先驅。田代安定將調查編纂成「八重山群島急務意見書」，此資料長期被認為已經失蹤，於2004年在台灣大學被發現。
1892年，田代就任東京地學協會。

### 任職台灣總督府民政局殖產部
1895年，台灣割讓給日本，田代往台灣總督府民政局赴任，首先在1895年9月起赴宜蘭支廳兩個月，接著1896年2月起到臺中、臺南，8月起赴臺東支廳四個月，1897年11月起又赴臺南縣、鳳山縣、臺北縣及澎湖廳做各種民情及植物的調查，直到1901年止。
1901年3月，田代安定向台灣總督兒玉源太郎提出「熱帶植物殖產場」創設之議，獲得殖產課長新渡戶稻造支持。1901年11月，田代至臺灣的最南端也是最炎熱的恆春考察。隨後即著手籌備創設「熱帶植物殖育場」(即今林業試驗所恆春研究中心)，並於1902年4月正式闢建。在創場之
初，首先設立「豬勞束母樹園」(今里德)，接著設立「高士佛母樹園」、「港口母樹園」。1904年，設立「龜仔甪母樹園」(最後設立的母樹園)，是現在恆春熱帶植物園所在地。1906年，恆春植物園開園，田代安定可以說是日本及臺灣熱帶植物研究的創始者。
田代的雄心壯志是要把全世界的有用熱帶植物引進並集中起來培育繁殖，建立熱帶植物事業。這些有用植物種類繁多，包括纖維植物(如：龍舌蘭、王蘭、萬年麻等)、澱粉及飲料植物(如：蕃薯、豆薯、咖啡、茶、可可等)、油料及染料鞣皮料植物(如：廣東油桐、石栗、烏桕、墨水樹、胭脂樹等)、樹膠脂液料植物(如：巴西橡膠樹、印度橡膠樹及臺東漆等)，以及藥用植物、香料植物、用材、果樹、園藝植物及農藝植物等。當初，田代安定引入的有用植物具有經濟與審美的雙重功能，但後來有些有用變成無用後又轉為景觀植物、行道樹等。
1914年，田代曾短暫成為鹿兒島高等農林學校的囑託教員。
隔年的1915年到1924年，田代都持續在台灣總督府工作。1919-1920年，田代安定出版《臺灣行道樹及市村植樹要鑑》，記錄了許多臺灣外來景觀植物的舊聞趣事。這些植物後來走到臺灣官衙廳舍、學校、公園、街道等的各個角落。例如：學校裏的大王椰子是張貼海報的地方；許多人兒時記憶的大葉桉、檸檬桉與白千層；而阿勃勒、吉貝木棉、火焰木是良好的城市景觀；桃花心木除了木材質地佳之外，優美的樹形造就了六龜新威苗圃(現在是新威森林公園)的美麗景緻。

### 逝世
1928年，田代安定於鹿兒島任職內逝世，享年73歲。 葬於台北三板橋墓地（今林森公園），原有一碑，由新渡戶稻造撰文，可惜已毀。

## 影響

### 金雞納樹
在田代安定所引進的藥用植物當中，不能不提到金雞納樹。當時臺灣深受霍亂與瘧疾兩種疾病的肆虐，造成人民生病早逝。瘧疾是瘧原蟲引起，以蚊子作為傳染媒介。奎寧是藥效極廣的西洋聖藥，可以有效的治療瘧疾，十九世紀時還沒有人工合成奎寧的技術，只有熱帶樹的金雞納樹，樹皮可萃取出奎寧成分。
金雞納樹原本生長於秘魯安地斯山脈的山坡上，在十九世紀，日本明治政府將其視為熱帶栽培業的一環，在陸續取得小笠原島、沖繩與臺灣後，積極進行試植。
臺灣日治初期，與其說是官方推動，不如說是田代安定的經驗與人脈才是金雞納樹在臺灣沿續的關鍵。1910年代，臺灣正式確立奎寧投藥的防瘧政策後，金雞納樹成為不可取代的防瘧特效藥植物，首先嘗試在臺灣恆春試種，但因土地及氣候條件不佳而失敗。接續，在全島各地尋找適合的造林地，尤其是在各大學演習林進行造林試驗，但是只有南投廳下的桃米坑和溪頭演習林在兩次的移植試驗中有成果，因此在南投廳的五城堡蓮華池庄及茅埔庄分別設立「藥用植物培育場」來培育金雞納樹。後來，因中北部移植成效不如預期，只好另於中南部尋找適當的地點，之後，由於田代安定的直接、間接的協助，才在屏東來義 、由京都大學上田弘一郎教授在六龜里山(今林試所扇平，亦即林業試驗所六龜分所的前身)設立金雞納試驗場。
金雞納樹的重要性，在人類發明人工合成奎寧的技術，才逐漸功成身退。

### 東臺灣的藍圖規劃
當時的臺東居民約三萬人，絕大部分為原住民，漢人僅約四千餘人。田代安定在惡劣的環境下，製成了精測地圖並調查住民的生計、水利、港灣、殖產事業發展的可能性。田代深信，必須獎勵臺灣東部的工業、糖業興起與日本內地人的移民，之後臺灣總督府實現了官營移民投入開發的構想，大都照著他的規劃執行。

### 沖繩結繩考
除了植物學與林學方面的貢獻外，田代安定在人文科學也有重要的貢獻，他首次揭露當時的沖繩居民仍沿用結繩記年的古俗。在1928年田代安定死後，長谷部言人將田代的沖繩的結繩文字(用繩子來記錄與計算數字的一種文字)的研究彙整出版，名為《沖繩結繩考》。

## 著作
- 《臺灣街庄植樹要鑑》，1900年
- 《臺灣の林野》
- 《臺灣行道樹及市村植樹要鑑》，上下卷，1920年[5]
- 《臺灣造林主木各論》，前編、後編、續編等，1921年 － 1924年
- 《澎湖列島自生植物》，全2回，1895年，植物學雜誌編輯所
- 《恆春熱帶植物殖育場專業報告》，六輯
- 「八重山群島急務意見書」（1886年） - 『傅承文化』第7号（1971年）に収録。
- 「沖縄懸下宮古島及沖縄島對譯方言集」（1888年、東京人類学会雑誌）
- 「鹿兒島縣中之島ノ植物」（1890年、植物学雑誌）
- 「太平洋諸島經歴報告」（全4回、1890年、植物学雑誌）
- 「太平洋諸島經歴報告」（全4回、1890年、東京人類学会雑誌）
- 「薩南諸島ノ風俗餘事ニ就テ」（1890-91年、東京人類学会雑誌）
- 「サモア群島土人ノ風俗」（1892年、東京人類学会雑誌）
- 「太平洋諸島土人器標品解説」（1892年、東京人類学会雑誌）
- 「沖縄縣記標文字説」（1893年、東京人類学会雑誌）
- 「八重山列島各屬島ノ植物」（全4回、1893-94年、植物学雑誌）
- 「南部臺灣の諸蕃族」（1898年、東京人類学会雑誌）

## 相關詞條
- 大渡忠太郎
- 山本由松

- 川上瀧彌

- 工藤祐舜

- 正宗嚴敬
- 田中長三郎

- 早田文藏

- 佐佐木舜一

- 牧野富太郎

- 金平亮三

- 島田彌市
- 磯永吉

- 韓爾禮 （Augustin Henry，英國人）

## 外部連結
- 臺灣大學圖書館所藏田代安定文庫目錄 （页面存档备份，存于）
- 鐵線蓮實驗室 （页面存档备份，存于）：《田代安定─重要的臺灣經濟物種採集者》